# Teoria dei due Stati
La teoria dei due Stati (in tedesco Zwei-Staaten-Theorie) fu una proposta nata durante il periodo della guerra fredda riguardante la politica estera della Repubblica Federale Tedesca (RFT) e della Repubblica Democratica Tedesca (RDT).

## Contesto storico
Con l'entrata in vigore delle Convenzioni Bonn-Parigi, la Germania Ovest (RFT) cessò di essere occupata militarmente ed entrò ufficialmente nel blocco occidentale. Di conseguenza, l'Unione Sovietica cambiò la propria politica tedesca e iniziò ad appoggiare la divisione del Paese, favorendo, nel 1949, la nascita della Germania Est (RDT) nella sua zona di occupazione.
La RFT, sin dalla sua fondazione, si era promossa come rappresentante esclusiva degli interessi tedeschi e nel 1949 il cancelliere Konrad Adenauer dichiarò:
Intanto, la leadership della Germania Est, influenzata in modo significativo dal Segretario del PCUS Nikita Chruščëv, dovette affrontare l'isolamento da parte del blocco occidentale e il mancato riconoscimento internazionale.
A partire dal 25 marzo 1954, alla RDT fu formalmente concessa la sovranità da parte del governo sovietico e le fu concessa un'ambasciata a Mosca, assieme a quella della Germania Occidentale. Sebbene la RFT, per ragioni ideologiche e per i suoi legami occidentali, specialmente con gli Stati Uniti (una potenza protettrice), sostenesse formalmente la sola rivendicazione rappresentativa, la RDT era stata riconosciuta come un secondo Stato tedesco. Questo riconoscimento fattuale fu successivamente consolidato quando la RDT fu formalmente riconosciuta diplomaticamente da sempre più Stati nel corso della Guerra Fredda.

## Teoria
La teoria dei due Stati rappresentò un punto di svolta nella politica all'interno della Zona di occupazione sovietica: fino a quel momento, l'URSS aveva cercato, attraverso un'offerta poco chiara di riunificazione presente nella nota di Stalin, di impedire un'annessione occidentale.
La teoria che emerse prevedeva la creazione di due Stati sovrani nel territorio dell'ex Impero tedesco, e fu proposta per la prima volta dal governo sovietico durante il Vertice di Ginevra del 18 luglio 1955. Successivamente, il 26 luglio 1955, Chruščëv proclamò pubblicamente la sua teoria a Berlino Est:
Un prerequisito per una riunificazione della Germania sarebbe stato innanzitutto un avvicinamento tra i due Stati tedeschi e successivamente la risoluzione della questione riguardante il popolo tedesco. Inoltre, i "risultati socialisti" della RDT avrebbero dovuto essere accettati e rispettati dalla comunità internazionale. Pertanto, secondo l'opinione delle potenze occidentali, una riunificazione precoce mediante elezioni libere non sarebbe stata più possibile.

## Epilogo
Agli inizi degli anni settanta, sotto il cancelliere Willy Brandt, iniziò una politica di riavvicinamento e normalizzazione nelle relazioni tra i due Stati tedeschi, che fu proseguita da tutti gli altri governi federali in vari gradi (vedi Nuova Ostpolitik). Un esempio di ciò fu l'ammissione di entrambi gli Stati tedeschi alle Nazioni Unite il 18 settembre 1973. Pertanto, la RDT fu confermata globalmente come soggetto di diritto internazionale. Dal punto di vista della RFT, tuttavia, è rimasta solo una parte della Germania e non la riconobbe ai sensi del diritto internazionale, ma solo ai sensi del diritto statale. La Repubblica Democratica Tedesca aveva una rappresentanza e il diritto di voto nelle più importanti organizzazioni internazionali e dell'ONU, ed è stata anche un membro non permanente del Consiglio di sicurezza tra il 1980 e il 1981. Qualsiasi azione politica indipendente della Repubblica Federale nel senso della pretesa di rappresentanza esclusiva, che sarebbe andata oltre il non riconoscimento puramente formale e le provocazioni burocrati che avrebbe potuto innescare conflitti internazionali tra l'URSS e gli USA compresi i loro alleati, fu bloccata dai paesi occidentali. 
Solo con la dissociazione dell'URSS di Michail Gorbačëv dalla direzione stalinista del Partito Socialista Unificato di Germania, sotto la direzione di Erich Honecker, verso la fine degli anni ottanta e la conseguente riduzione del sostegno economico, militare e politico, la direzione della RDT subì una pressione maggiore. La mancanza di consegne di materie prime e gli alti debiti con l'estero portarono ad un aggravamento della carenza di approvvigionamento e all'aumento dei disordini nella popolazione. Quando decine di migliaia di persone fuggirono in Occidente nel 1989 attraverso le ambasciate della RFT negli "Stati fratelli" della RDT e infine attraverso il confine ungherese-austriaco, la pressione interna per la riforma a favore dei diritti civili iniziò a cresce. Il cancelliere federale Helmut Kohl, che aveva precedentemente ricevuto Honecker con tutti gli onori diplomatici nel 1987, riconobbe ufficialmente il governo della RDT ma ribadì la sua posizione, secondo la quale non si era mai allontanato dall'idea di uno Stato tedesco unificato. Dopo la riunificazione tedesca, Kohl divenne nel 1990 il primo cancelliere della Germania unita dopo la fine della seconda guerra mondiale. 

## Casi simili in altri Paesi
Nel corso della guerra fredda, si sono verificati altri casi simili a quello tedesco:
- La divisione del Vietnam tra Vietnam del Nord (1945-1976) e Vietnam del Sud (1955-1976), successiva alla Guerra d'Indocina e stabilita in base alla Conferenza di Ginevra del 1954
- La divisione della Cina tra Repubblica Popolare Cinese (1949-) e Taiwan (1912-)
- La divisione della Corea tra Corea del Nord (1945-) e Corea del Sud (1945-)

Una teoria simile a quella dei due Stati è quella proposta dal presidente cinese Deng Xiaoping nel 1980 e nota come "una Cina, due sistemi": da un lato viene affermata l'unicità della Cina come soggetto politico, dall'altro si concede che all'interno di un territorio sottoposto a un'unica sovranità possano esistere delle aree amministrate secondo un differente ordinamento istituzionale e contraddistinte da un diverso sistema economico.